# Limfjorden

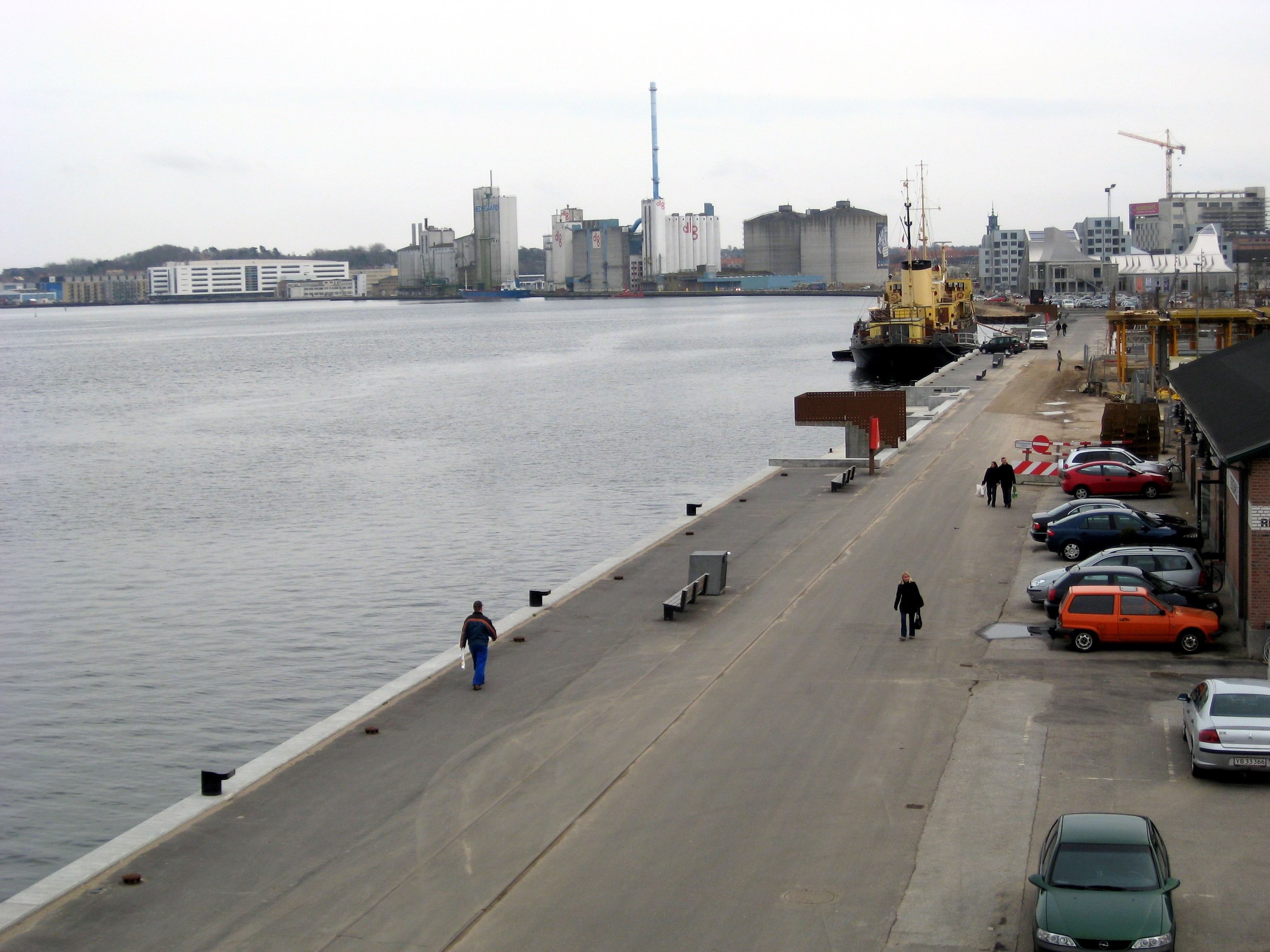
Limfjord w Aalborgu

Limfjorden – wąska cieśnina oddzielająca Półwysep Jutlandzki od Nørrejyske Ø (od 1825 roku nie istnieje naturalne połączenie między nimi i Nørrejyske Ø traktuje się jako wyspę).
Limfjorden łączy Morze Północne z cieśniną Kattegat. Jest cieśniną stosunkowo płytką. W cieśninie znajdują się wyspy Morsø, Livø, Fur, Jegindø i Egholm.

## Dane liczbowe
Dane liczbowe:
- powierzchnia: 1500 km²[1]
- długość linii brzegowej: ok. 1000 km[1]
- głębokość: 2,5–24 m[2]; średnio 4,9 m[1]
- szerokość:  0,5–12 km[2]
- zasolenie: 32–34‰[1]

## Położenie administracyjne
Administracyjnie Limfjorden do 2007 roku znajdował się na terenie trzech duńskich województw:
1. Nordjyllands Amt, gdzie rozdzielał Aalborg i Nørresundby, które jednak, dzięki połączeniu mostami, funkcjonują jako jedno miasto
2. Viborg Amt
3. Ringkjøbing Amt

Po reformie administracyjnej w 2007 roku cieśnina leży na terenie dwóch regionów: 
1. Jutlandia Północna
2. Jutlandia Środkowa

Od roku 1973 najpierw województwa, a potem regiony współpracują w ramach programu ochrony środowiska naturalnego Limfjorden – głównie w zakresie połowów ryb.

## Stałe połączenia
|  |  |

Przez cieśninę przechodzi szereg stałych połączeń między Nørrejyske Ø a Półwyspem Jutlandzkim:
- pięć mostów (Oddesundbroen, Sallingsundbroen, Aggersundbroen, Jernbanebroen i Limfjordsbroen)
- tunel podwodny (część autostrady M90)
- stałe połączenia promowe